# Nara
Pour les articles homonymes, voir Nara (homonymie).
Nara (奈良市, Nara-shi) est une ville du Japon, capitale de la préfecture du même nom située dans la région du Kansai, proche de Kyōto. Elle fut la capitale du pays entre 710 et 784 et les monuments historiques de l'ancienne ville ont été inscrits au patrimoine mondial de l'humanité en 1998. La ville compte une université privée, l'université de Nara.

## Histoire

### Ancienne capitale du Japon

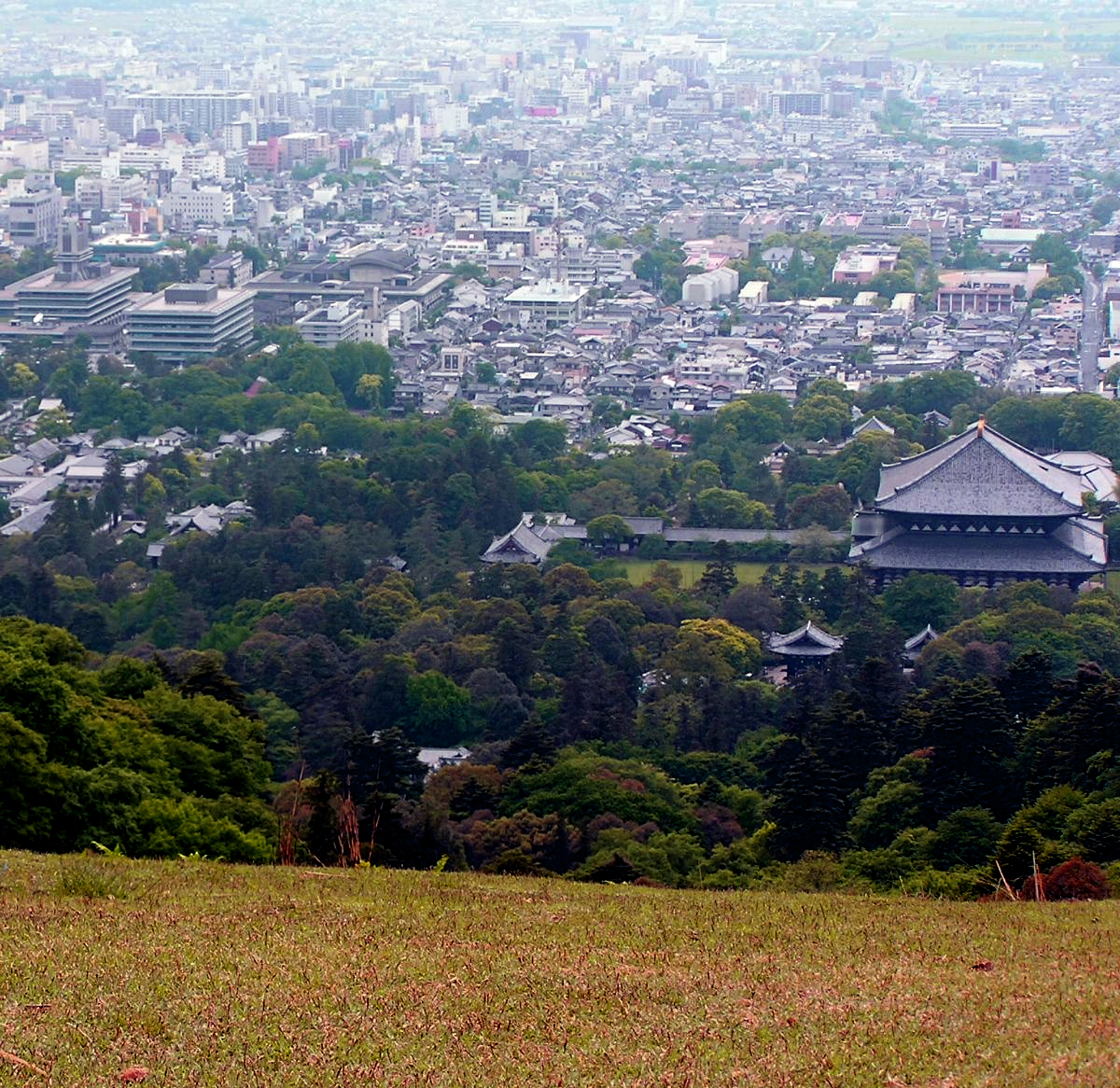
Une vue de la ville avec le Todai-ji à droite.

Nara fut pendant le VIIIe siècle la capitale du Japon sous le nom de Heijō-kyō (ou Heizei-kyō) depuis sa fondation en 710 (lors de l'accès au trône de l'impératrice Gemmei) jusqu'en 784, c'est-à-dire durant l'époque de Nara.
Elle représenta la première véritable capitale fixe du pays. Avant 710, les capitales se déplaçaient de royaume en royaume. En effet, selon les anciennes conceptions du shintoïsme, la mort constituait l'impureté la plus grave. Lorsqu'il s'agissait de la mort du souverain, alors l'impureté frappait la capitale ; il fallait donc détruire les palais et les reconstruire ailleurs. Au début du VIIIe siècle, on comprit qu'il fallait créer un centre plus durable pour le gouvernement et l'administration de l'État.
Selon son plan originel, la ville mesurait 2 km sur 4,3 km. Une très large avenue qui partait de la porte Rashômon au sud coupait l'agglomération en deux et menait tout droit aux palais impériaux. C'est l'avenue Suzaku, large de 70 m et bordée de saules. Les deux secteurs ainsi formés sont découpés en quartier par les rues qui se coupent à angle droit. Ce plan semble être inspiré de celui de la ville de Xi'an, la capitale chinoise de l'époque. La ville de Nara aurait aussi été conçue par des immigrants du royaume de Paekche.
À droite et à gauche, des palais devaient figurer deux temples bouddhistes de grandes dimensions : le Tōdai-ji et le Saidai-ji (le « grand temple du Levant et le grand temple du Couchant »). On ne bâtit en fait que le Tôdai-ji qui, plusieurs fois reconstruit et de dimensions plus réduites, existe encore aujourd'hui au milieu du parc de Nara.
Après la fin de l'époque de Nara, la ville fut renommée Nanto (南都, litt. « Capitale du sud ») et perdit de son importance. Elle eut à subir de nombreuses destructions pendant les diverses guerres civiles et fut incendiée par les Taira en 1180 au terme du siège de Nara, pendant la guerre de Gempei.

### Après leXIIesiècle
Le 8 juillet 2022, l'ancien premier ministre japonais Shinzō Abe est assassiné lors d'un meeting à Nara.

## Géographie
La ville de Nara, située à l'extrême nord de la préfecture de Nara, mesure 22,2 km du nord au sud et 33,5 km de l'est à l'ouest.
Le point le plus élevé de la ville est le Kaigahira-yama, une colline culminant à 822 mètres d'altitude.

### Climat
| Mois                                        | jan.            | fév.            | mars            | avril           | mai             | juin            | jui.            | août            | sep.             | oct.             | nov.            | déc.             | année       |
| ------------------------------------------- | --------------- | --------------- | --------------- | --------------- | --------------- | --------------- | --------------- | --------------- | ---------------- | ---------------- | --------------- | ---------------- | ----------- |
| Température minimale moyenne (°C)           | −0,2            | −0,1            | 2,3             | 7,4             | 12,5            | 17,5            | 21,8            | 22,6            | 18,8             | 12,1             | 6,4             | 1,9              | 10,3        |
| Température moyenne (°C)                    | 3,9             | 4,4             | 7,6             | 13,4            | 18              | 21,9            | 25,8            | 26,9            | 22,9             | 16,6             | 11,1            | 6,2              | 14,9        |
| Température maximale moyenne (°C)           | 8,7             | 9,6             | 13,4            | 19,8            | 24,1            | 27,2            | 30,8            | 32,6            | 28,2             | 22,2             | 16,5            | 11,4             | 20,4        |
| Record de froid (°C) date du record         | −7 17/1/1967    | −7,8 16/2/1977  | −5 6/3/1977     | −2,4 3/4/1960   | 1,4 1/5/1966    | 7,3 3/6/1981    | 12,2 4/7/1966   | 12,8 20/8/1956  | 7,7 30/9/1966    | 2,3 31/10/1983   | −6,6 23/11/1966 | −7,8 31/12/1967  |             |
| Record de chaleur (°C) date du record       | 18,9 5/1/1960   | 23,9 25/2/2010  | 25,9 20/3/2010  | 30,5 30/4/2005  | 33,6 25/5/2019  | 36,5 13/6/2013  | 38,1 19/7/2018  | 39,3 8/8/1994   | 36,9 4/9/2010    | 32 12/10/1994    | 26,8 1/11/1977  | 24,9 5/12/2018   |             |
| Ensoleillement (h)                          | 116,7           | 115,5           | 147,4           | 180,3           | 184,8           | 143,5           | 162,7           | 205,4           | 150,3            | 154,5            | 134,5           | 127,3            | 1 823       |
| Record de vent (km/h) date du record        | 84,24 28/1/1964 | 96,12 27/2/1954 | 91,44 30/3/1979 | 91,08 11/4/2006 | 109,44 3/5/1965 | 87,12 23/6/1954 | 123,12 5/7/1970 | 99 25/8/1958    | 169,92 30/9/1979 | 82,44 16/10/1987 | 75,96 4/11/1990 | 81,36 30/12/1960 |             |
| Précipitations (mm)                         | 49,6            | 63,3            | 103,2           | 97,7            | 143,5           | 188,8           | 165,1           | 111,8           | 163,3            | 111,1            | 71,4            | 47,3             | 1 316       |
| Record de pluie en 24 h (mm) date du record | 26,2 29/1/1959  | 62,5 29/2/1976  | 73 19/3/2015    | 106 8/4/1974    | 137 12/5/1995   | 177,8 27/6/1957 | 195,5 6/7/2018  | 188,7 13/8/1959 | 160,5 15/9/2013  | 197,5 22/10/2017 | 88,5 28/11/1991 | 53 26/12/2006    |             |
| Record de neige en 24 h (cm) date du record | 14 31/1/1984    | 21 1/2/1990     | 19 13/3/1963    | 0 29/4/1990     | 0 5/2017        | 0 6/2017        | 0 7/2017        | 0 8/2017        | 0 9/2017         | 0 10/2017        | 0 11/2017       | 4 23/12/1993     | 21 1/2/1990 |
| Humidité relative (%)                       | 69              | 69              | 68              | 65              | 69              | 75              | 77              | 74              | 77               | 77               | 76              | 72               | 72          |

| Diagramme climatique                                  |             |              |             |               |               |               |               |               |               |             |             |
| J                                                     | F           | M            | A           | M             | J             | J             | A             | S             | O             | N           | D           |
| 8,7−0,249,6                                           | 9,6−0,163,3 | 13,42,3103,2 | 19,87,497,7 | 24,112,5143,5 | 27,217,5188,8 | 30,821,8165,1 | 32,622,6111,8 | 28,218,8163,3 | 22,212,1111,1 | 16,56,471,4 | 11,41,947,3 |
| Moyennes : • Temp. maxi et mini °C • Précipitation mm |             |              |             |               |               |               |               |               |               |             |             |

### Démographie
En octobre 2022, la ville avait une population de 352 045 habitants et une densité de population de 1 280 hab/km2. En 2017, on comptait 160 242 lieux d'habitations dans la ville. La plus forte concentration en habitations et en population se trouve le long de la ligne Kintetsu qui relie Nara à Osaka. 3 000 étrangers étaient décomptés dans la ville ; les Chinois (1 200 résidents) et les Coréens (800 résidents) sont les deux groupes les plus représentés.

## Transport
Les deux gares principales de la ville sont : la gare de Nara (desservie par JR West) et la gare de Kintetsu-Nara (desservie par la société de chemins de fer Kintetsu).
De ces gares des trains partent régulièrement vers Kyoto, Osaka et le sud du Kansai.

## Patrimoine

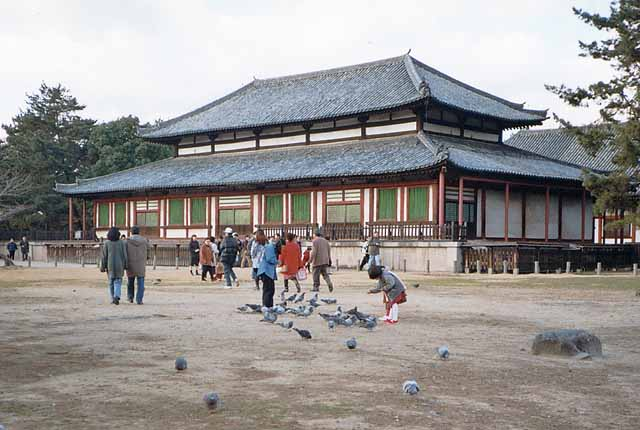
Le Kôfuku-ji est un temple bouddhiste situé dans le centre de Nara.

Les monuments historiques de l'ancienne Nara ont été inscrits au patrimoine mondial de l'Unesco en 1998.
En raison de ses nombreux temples et bâtiments, Nara est une destination touristique majeure.
La ville abrite le second hôtel de style occidental le plus ancien du Japon. Le Nara Hotel, construit en bois et ouvert en 1909, accueille les membres de la famille impériale lorsqu'ils viennent à Nara. Le musée de Nara présente une collection permanente d'art ancien japonais et chinois, ainsi que des collections temporaires présentant des cérémonies traditionnelles japonaises.
Fumiyuki Yoshida, graveur sur ivoire et trésor national vivant du Japon, est né à Nara le 23 avril 1915.

### Lieux importants
- Temples bouddhistes :

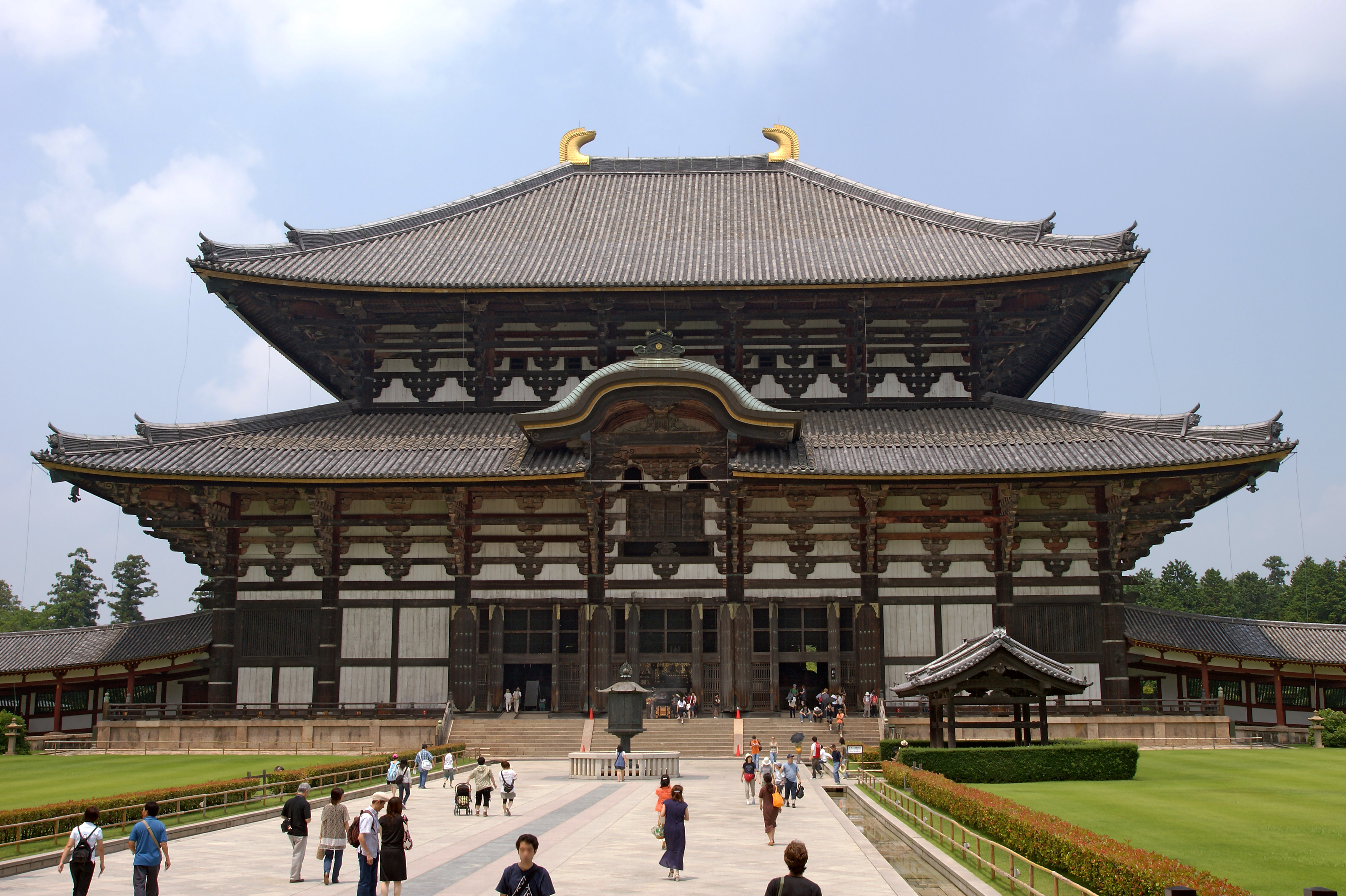
Temple bouddhiste Tōdai-ji.

  - les sept grands temples de Nanto :
    - Daian-ji
    - Gangō-ji
    - Hōryū-ji
    - Kōfuku-ji
    - Saidai-ji
    - Yakushi-ji
    - Tōdai-ji

  - Tōshōdai-ji
  - Hokke-ji
  - Ryōsen-ji
- Sanctuaires shintō :
  - Kasuga-taisha

- Autres :
  - Palais Heijō
  - Kasugayama
  - Naramachi
  - Parc de Nara
  - Lac Sarusawa
  - Shōsō-in
  - Wakakusa-yama
  - Yagyū

### Cerfs en liberté

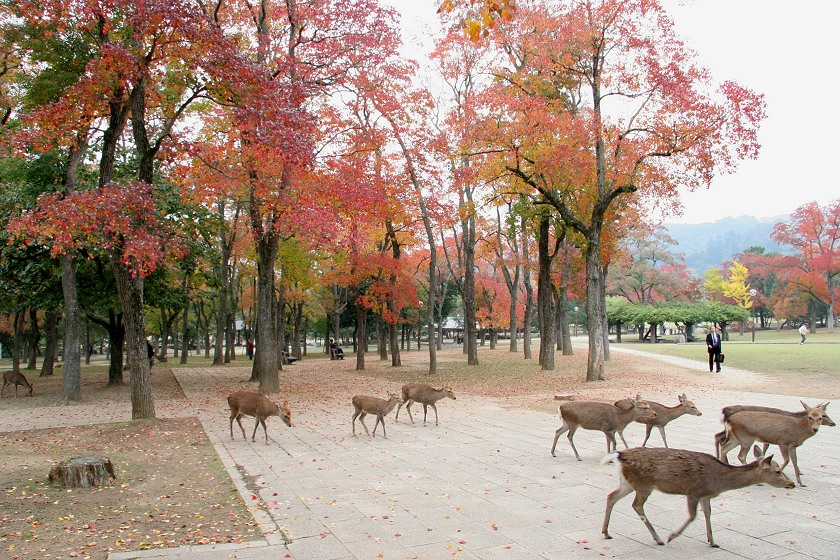
Cerfs dans le parc de Nara, en automne.

Selon une légende attachée au sanctuaire Kasuga, la divinité Takemikazuchi, montée sur un cerf Sika blanc ailé, vint prendre position sur le mont Mikasa pour assurer la protection de Heijō-kyō, la capitale impériale nouvellement construite. Depuis lors, les cerfs sont considérés comme des animaux divins, protecteurs de Nara et de tout le Japon. Anciennement, les gens devaient s'incliner sur leur passage et, jusqu'en 1637, tuer un cerf était passible de la peine de mort.
Le nombre des cerfs chute pendant la guerre du Pacifique car beaucoup sont mangés. En 1945, à la suite de la séparation de la religion et de l'État, ces animaux perdent leur statut divin et deviennent trésor naturel en 1957.
De nos jours, plus d'un millier de cerfs sika apprivoisés errent en liberté dans la ville en quémandant de la nourriture aux touristes, en particulier dans le parc de Nara, au cœur de la cité. Ce parc qui existe depuis 1880 s'étend sur 502 ha.

## Jumelages
Dans le cadre où Nara a été une ancienne capitale importante, elle est jumelée avec les villes suivantes, toutes aussi anciennes capitales célèbres : 
- Canberra (Australie)
- Gyeongju (Corée du Sud)
- Tolède (Espagne)
- Versailles (France)
- Vladimir (Russie)
- Xi'an (Chine)